# Хуан Ернандес Гарсія
Хуан Ернандес Гарсія (ісп. Juan Hernández García, нар. 6 грудня 1994, Лорка) — іспанський футболіст, нападник клубу «Сабадель».

## Ігрова кар'єра
Народився 6 грудня 1994 року в місті Лорка. Вихованець футбольної школи місцевого клубу «Ла Хойя Лорка». Дорослу футбольну кар'єру розпочав 2012 року в основній команді того ж клубу, в якій провів один сезон.
2013 року перейшов до «Гранади», проте продовжив грати за «Ла Хойю» на умовах оренди.
Наступними командами в ігровій кар'єрі футболіста були «Хетафе Б», «Сельта Б», «Кадіс» та «Сельта Віго».
2020 року приєднався на умовах оренди до «Сабаделя».